# Institut d’Estudis Occitans
Das  Institut d’Estudis Occitans ([instiˈtyt dɛˌstydizutsiˈtans], kurz IEO; „Institut für okzitanische Studien“) ist eine kulturell orientierte wissenschaftliche private, nicht-öffentliche Gesellschaft, die sich der Förderung der okzitanischen Sprache und Kultur verschrieben hat. Der Sitz des IEO ist Toulouse (okzitanisch: Tolosa).

## Aufgabe und Geschichte
Das Institut d’Estudis Occitans steht in einer langen Tradition von sprachlich-kulturellen Renaissancebewegungen des Okzitanischen. Die erste bedeutende Renaissancebewegung des Okzitanischen etablierte sich bereits in der zweiten Hälfte des 16. Jahrhunderts in der Provence und der Gaskogne (dort auch mit der Forderung nach politischer Autonomie). Für die jüngere Geschichte der okzitanischen Kultur sind die Félibrige und die Bewegung, aus der nach dem Zweiten Weltkrieg das Institut d’Estudis Occitans hervorging, bestimmend. Die Félibrige, 1854 von den provenzalischen Dichtern Frédéric Mistral (Literatur-Nobelpreis 1904), Théodore Aubanel und Joseph Roumanille gegründet, gehörte zu den bedeutendsten sprachorientierten Renaissancebewegungen des 19. und frühen 20. Jahrhunderts. Die geografische Beschränkung auf die Provence, eine umstrittene Graphie der okzitanischen Sprache wie auch das Ausblenden politischer Aspekte der Minderheitenfrage riefen Kritik hervor. Viele Autoren im Umkreis der 1923 gegründeten Zeitschrift Oc gingen auf Distanz und vertraten einen entschlossenen Panokzitanismus mit dem Ziel der Etablierung einer gemeinsamen Hochsprache aller okzitanischen Länder. Orientiert an katalanischen Vorbildern (Institut d’Estudis Catalans) gründeten sie im Jahr 1930 die „Societat d’Estudis Occitans“ (SEO, Gesellschaft für okzitanische Studien), den Vorgänger des IEO.
Das Institut wurde 1945 in Toulouse von Robert Lafont, Juli Cubainas, Pèire Lagarda, Leon Còrdas, Max Roqueta, Fèlix Castanh, Renat Nelli und weiteren Okzitanisten gegründet. Im Jahr 1986 wurde es vom französischen Ministerium für Jugend und Erziehung offiziell anerkannt. Das Institut arbeitete in der Verfolgung seiner Ziele wesentlich direkter als die Vorgängerorganisation. Es hat seinen Hauptsitz in Toulouse, dem alten mittelalterlichen Zentrum der okzitanischen Kultur und im Umfeld der Toulouser Universität. Es ist in zahlreichen regionalen und departementalen Sektionen in ganz Okzitanien und den okzitanischsprachigen piemontesischen Alpentälern Italiens organisiert. Diese Sektionen unterstützen zahlreiche lokale Arbeitskreise.
Am Anfang stand die wissenschaftliche, vor allem die linguistisch orientierte Arbeit an der okzitanischen Sprache im Vordergrund. Im Zuge der in Frankreich anhebenden Diskussion um die zentralistische Kulturpolitik engagierte sich das IEO zunehmend für die Wiederverbreitung der okzitanischen Sprache (u. a. über fakultativen Okzitanischunterricht an französischen Schulen) und für die Veröffentlichung zeitgenössischer okzitanischer Schriftsteller. Das Institut arbeitete auch (besonders unter Louis Alibert) für die Herstellung einer linguistischen Einheit aller okzitanischen Sprecher und Dialekte.